# Thomas Elek

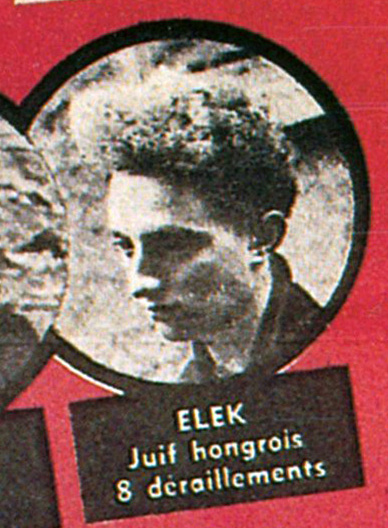
Thomas Elek in einer Detailvergrößerung auf dem Affiche rouge

Thomas Elek, eigentlich Tamás Elek, (* 7. Dezember 1924 in Budapest; † 21. Februar 1944 auf dem Mont Valérien) war ein ungarischer Widerstandskämpfer gegen den Nationalsozialismus, Mitglied der französischen Partisanengruppe FTP-MOI und der Gruppe Manouchian.

## Leben
Thomas Elek wurde am 7. Dezember 1924 in der ungarischen Hauptstadt Budapest als Sohn des jüdisch-stämmigen Sandor Elk und dessen Ehefrau Hélène (geborene Hofmann) geboren. Sein Vater war lange als Kommunist politisch aktiv und gehörte zu den Offizieren, die zwischen März und August 1919 innerhalb der von Béla Kun angeführten Ungarische Räterepublik für die Beschlagnahmung von Kircheneigentum verantwortlich waren. Im März 1924 hatten sein Vater und Hofmann geheiratet. Die Eleks gehörten der Untergrundorganisation der Ungarischen Kommunistischen Partei.
Wegen des antifaschistischen Engagements und der kommunistischen Parteizugehörigkeit seines Vaters wurde die Familie 1930 des Landes verwiesen und emigrierte mit der 18-jährigen Tochter Martha und dem 5-jährigen Thomas nach Frankreich. Elek besuchte die Eliteschule Lycée Louis-le-Grand. Am 7. Juli 1930 wurde Eleks Bruder Béla geboren.
Nach dem Einmarsch der deutschen Wehrmacht 1940 zogen die Eleks kurz nach Dinard, kehrten aber bald nach Paris zurück. Eleks Mutter arbeitete im Restaurant „Le fer à cheval“, das zu einem Treffpunkt der Widerstandsgruppe Musée de l’Homme und einem Waffenlager wurde. Sie trat einer Frauenwiderstandsgruppe der Résistance bei. Thomas Elek und sein Bruder Bela wurde im August 1942 über Joseph Clisci Mitglied der FTP. Elek beteiligte sich an Sabotageaktionen gegen die Deutschen. Seine Gruppe führte zahlreiche Granatenangriffe aus und zündete eine deutsche Buchhandlung an. Am 29. März 1943 warf Elek gemeinsam mit dem 18-jährigen Tschechen Pavel Simo eine Granate in ein für deutsche Offiziere reserviertes Restaurant in Asnières-sur-Seine. Im Februar 1943 musste die gesamte Familie Elek untertauchen.
Am 28. Juli 1943 sprengte seine Einheit einen Konvoi deutscher Offiziere und Soldaten und tötete 600 von ihnen. Zu diesem Zeitpunkt gehörte Elek zum 4. Entgleisungskommando unter Joseph Boczor. Von Juli bis Oktober 1943 ließ Elk mit seinem Team zahlreiche Züge entgleisen. Nachdem zahlreiche Mitglieder verhaftet worden waren, wurden die Sabotageaktionen seltener. Im November fiel das Kommando. Thomas Elek wurde am 21. November 1943 in seinem Pariser Unterschlupf in der Rue Roger 7 von den Brigades spéciales verhaftet, den Deutschen übergeben und im Gefängnis Fresnes inhaftiert und gefoltert. Am 18. Februar 1944 wurde er von einem deutschen Militärgericht in Paris angeklagt und verurteilt. Am 21. Februar wurde er mit 22 weiteren Verurteilten der Gruppe Manouchian auf dem Mont Valérien bei Suresnes bei Paris erschossen.
Der Name und ein Foto von Thomas Elek erschienen auf dem Affiche rouge, einem Propagandaplakat der Nationalsozialisten, das an die Wände der Großstädte geklebt wurde. Unter dem rhetorischen Titel „Befreier?“ präsentierte es die Widerstandskämpfer als Kriminelle und zeigt einige Fotos ihrer Anschläge. Unter Eleks Foto stand die Legende: „Elek, ungarischer Jude, 8 Entgleisungen.“

## Ehrungen
Im Jahr 1947 erhielt Elek posthum die Médaille de la Résistance. Gemeinsam mit den anderen Mitgliedern der Gruppe Manouchian steht Eleks Name seit 2024 auf einer steinernen Tafel im Panthéon in Paris.